# Sidy Cissoko
Sidy Cissoko (* 2. April 2004 in Saint-Maurice) ist ein französischer Basketballspieler.

## Laufbahn
Der aus Département Essonne im Großraum Paris stammende Cissoko, Sohn des senegalesischen Basketballnationalspielers und Olympiateilnehmers von 1980, Yakia Cissoko, wechselte als Jugendlicher in den Nachwuchsbereich des spanischen Erstligisten Saski Baskonia. Im Spieljahr 2020/21 war er bester Korbschütze (17,4 Punkte/Spiel) der zweiten Herrenmannschaft des Vereins, die in der vierthöchsten spanischen Liga EBA antritt. In der ersten spanischen Liga ACB kam Cissoko erstmals Ende September 2021 zum Einsatz, zu diesem Zeitpunkt war er 17 Jahre, fünf Monate und 24 Tage alt. Um weitere Einsatzzeit zu sammeln, wurde er im Sommer 2021 mit einem Zweitspielrecht für den spanischen Zweitligisten Iraurgi SB ausgestattet.
Zur Saison 2022/23 wechselte Cissoko in die Vereinigten Staaten zur Mannschaft NBA G League Ignite und wurde damit der erste Europäer in der in der NBA G-League antretenden Nachwuchsfördermannschaft. Cissoko wurde im Juni 2023 beim NBA-Draftverfahren von den San Antonio Spurs ausgewählt, die vorher an erster Stelle seinen Landsmann Victor Wembanyama hatten aufrufen lassen. Ende Juli 2023 wurde Cissoko von den Texanern mit einem Vertrag ausgestattet.
Er blieb bis Anfang Februar 2025 in San Antonio und wurde dann im Rahmen eines Spielertauschs an die Sacramento Kings abgegeben. Ein Spiel bestritt Cissoko für Sacramento nicht. Die Kalifornier reichten ihn bereits wenige Tage später an die Washington Wizards weiter. Rund 16 Stunden später wurde er von der Hauptstadtmannschaft aus dem Aufgebot gestrichen. Cissoko wurde noch im selben Monat von den Portland Trail Blazers verpflichtet.

## Karriere-Statistiken
| Legende | Legende                                        | Legende | Legende                                                     | Legende | Legende                                          |
| ------- | ---------------------------------------------- | ------- | ----------------------------------------------------------- | ------- | ------------------------------------------------ |
| GP      | Absolvierte Spiele (Games played)              | GS      | Spiele von Beginn an (Games started)                        | MPG     | Absolvierte Minuten pro Spiel (Minutes per game) |
| FG %    | Wurfquote aus dem Feld (Field-goal percentage) | 3P %    | Wurfquote Drei-Punkte-Würfe (3-point field-goal percentage) | FT %    | Freiwurfquote (Free-throw percentage)            |
| RPG     | Rebounds pro Spiel (Rebounds per game)         | APG     | Assists pro Spiel (Assists per game)                        | SPG     | Steals pro Spiel (Steals per game)               |
| BPG     | Blocks pro Spiel (Blocks per game)             | PPG     | Punkte pro Spiel (Points per game)                          | FETT    | Karriere-Bestmarke                               |

### NBA

#### Hauptrunde
| Saison  | Team        | GP | GS | MPG  | FG % | 3P % | FT % | RPG | APG | SPG | BPG | PPG |
| ------- | ----------- | -- | -- | ---- | ---- | ---- | ---- | --- | --- | --- | --- | --- |
| 2023–24 | San Antonio | 12 | 0  | 11.8 | .485 | .083 | .800 | 1.8 | 0.8 | 0.6 | 0.3 | 3.8 |
| Gesamt  | Gesamt      | 12 | 0  | 11.8 | .485 | .083 | .800 | 1.8 | 0.8 | 0.6 | 0.3 | 3.8 |